# Mercantilización
La mercantilización es el proceso de transformación de bienes y servicios en mercancías comercializables con fines de lucro. Es decir que el valor de cambio de los objetos prevalece sobre su valor de uso. 
El valor de uso de los objetos es aquel que se deriva de su capacidad para satisfacer necesidades humanas, mientras que su valor de cambio es la cantidad de dinero por la que se puede intercambiarlos para adquirir otros bienes y servicios. El proceso de mercantilización del capitalismo avanza convirtiendo incluso el trabajo humano, el tiempo y los recursos naturales en mercaderías con precio de mercado. Karl Marx escribió sobre el fetichismo de la mercancía en El capital (1867). 
El movimiento antiglobalización critica la mercantilización y defiende que los servicios de salud y educación, las actividades culturales y la tierra existan como fines en sí mismos y no como medio para obtener ganancias. Por ejemplo, los movimientos antiglobalización y anticapitalismo implican un reclamo por parte de sus activistas por el hecho de que en la sociedad actual muchas cosas, incluyendo el cuidado de la salud, la cultura y la educación, se están convirtiendo en una mera mercancía. A modo de ejemplo, uno de los eslóganes de ATTAC es "El mundo no es una mercancía" (en francés: "Le monde n'est pas une marchandise").

## Mercantilización en regiones
La mercantilización en América Latina es un proceso histórico y multifacético que ha sido influenciado por el colonialismo, la globalización y la explotación de recursos naturales. Desde la época colonial, la región ha sido vista como una fuente de materias primas, como minerales y productos agrícolas, lo que ha llevado a economías extractivas y a una dependencia de las exportaciones.